# SoftCamp
SoftCamp（韓語：소프트캠프）成立于1999年大韩民国是第一代的信息安全公司。作为一种保护公司的信息资产免受内部和外部的，文件的安全性，域安全，包括制订网络朝鲜的孤立环境/文件无害化解决方案共和国多家大公司的企业内部信息防泄漏解决方案及专业CDR的所有信息泄露威胁公司它是第一个金融机构，提供公共部门。日本文献中占有安全市场较高的市场占有率。

## 历史
Softcamp公司成立于1999年7月成立，于2006年获“百万美元出口之塔”大奖，2010年日本文件保安产品的占有率排名第一。KB金融控股公司、新韩金融控股公司、韩亚金融控股公司等韩国代表性金融控股公司、KT集团、现代起亚车集团、新世界集团等大规模的集团公司将Softcamp的文件保安和领域保安等产品作为标准使用。  

## 主要产品
- Document Security : 企业用文件保安解决方案
- Document Security For Mobile : 企业用移动设备文件保安解决方案
- S-Work : 企业用领域保安解决方案
- MAXEON : 文件中央化解决方案
- SHIELDEX : 排毒解决方案
- SecureKeyStroke : 为由键盘输入信息加密。